# Andre De Grasse
Andre De Grasse (* 10. November 1994 in Scarborough, Ontario) ist ein kanadischer Sprinter.
Bei den Commonwealth Games 2014 in Glasgow schied er über 200 Meter im Halbfinale aus. In der 4-mal-100-Meter-Staffel gehörte er zum kanadischen Quartett, das im Finale nicht das Ziel erreichte.
2015 gelang ihm bei den Panamerikanischen Spielen in Toronto ein Doppelsieg über 100 und 200 Meter. Die kanadische 4-mal-100-Meter-Staffel, deren zweiter Läufer er war, kam zwar als Erster ins Ziel, wurde jedoch wegen einer Bahnüberschreitung des ersten Läufers Gavin Smellie disqualifiziert. Bei den Weltmeisterschaften 2015 in Peking gewann er gemeinsam mit dem US-Amerikaner Trayvon Bromell hinter Usain Bolt (Jamaika) und Justin Gatlin (USA) die Bronzemedaille über 100 Meter. Dabei steigerte er seine persönliche Bestleistung auf 9,92 s. Mit der 4-mal-100-Meter-Staffel Kanadas holte er ebenfalls die Bronzemedaille.
Bei den Olympischen Spielen 2016 in Rio de Janeiro holte er über die 100 Meter die Bronzemedaille und über die 200 Meter die Silbermedaille. Außerdem führte er die kanadische 4-mal-100-Meter-Staffel als Schlussläufer zur Bronzemedaille. Die Kanadier hatten zunächst in Landesrekordzeit von 37,64 s nur den vierten Platz erreicht, rückten aber um einen Rang vor, nachdem die US-amerikanische Staffel wegen eines Wechselfehlers disqualifiziert worden war.
Bei den Weltmeisterschaften 2019 in Doha (Katar) gewann er nach den US-Amerikanern Christian Coleman und Justin Gatlin die Bronzemedaille über 100 Meter, wobei er seine Bestleistung verbesserte. Über 200 Meter gewann er hinter Noah Lyles (USA) die Silbermedaille.
Im 100-Meter-Finale bei den Olympischen Spielen in Tokio steigerte De Grasse als Dritter seine persönliche Bestzeit auf 9,89 s. Auch über 200 Meter erreichte er das Finale, wo er in einer Zeit von 19,62 s seine erste olympische Goldmedaille gewinnen konnte. Mit der 4-mal-100-Meter-Staffel gewann er die Silbermedaille.
Bei den Olympischen Spielen 2024 in Paris gewann er mit der 4-mal-100-Meter-Staffel die Goldmedaille.
Andre De Grasse studiert an der University of Southern California. 2015 wurde er NCAA-Meister über 100 und 200 Meter.

## Persönliche Bestzeiten
- 60 m (Halle):
  - 6,60 s, 7. Februar 2015, Lincoln
- 100 m:
  - 9,89 s (+0,1 m/s), 1. August 2021, Tokio
  - Mit Rückenwind: 9,69 s (+4,8 m/s), 18. Juni 2017
- 200 m:
  - 19,62 s, 4. August 2021, Tokio (kanadischer Rekord)
  - Halle: 20,26 s, 14. März 2015, Fayetteville (kanadischer Rekord)